# Марсельская рулетка
Марсельская рулетка (среди многих других названий в разных языках: «финт Зидана», «улитка», «вертушка», «рулетка», «вероника», «карусель», исп. «calesita», англ. Marseille turn, англ. the 360, нем. Mare turn, англ. Spin, фр. Roulette, англ. Girosflin, итал. Veronica) — футбольный финт, первоначально популярный в уличном футболе французского города Марселя, а затем получивший широкое распространение в профессиональном футболе после его использования французским полузащитником Зинедином Зиданом.

## Финт «марсельская рулетка»
Футболист, пытаясь обыграть соперника, слегка приостанавливает мяч правой ногой, позволяет ему катиться назад, а затем резко совершает поворот вокруг своей оси и продолжает движение вперёд, одной из ног перекатывая мяч по направлению своего движения, одновременно укрывая его корпусом от защитника. Официальный сайт ФИФА называет этот финт «гениальным поворотом на 360 градусов, завораживающим вращательным движением, выполненным на скорости и предназначенным для того, чтобы убрать расположенных рядом защитников, сохраняя полный контроль над мячом».
Обычно «марсельская рулетка» используется для создания свободного пространства в условиях плотной опеки нападающего защитниками. Французский форвард Тьерри Анри использовал его для обхода вратаря противника.

## Название финта
У данного футбольного финта на русском языке существуют различные названия: «улитка», «вертушка», «рулетка», «финт Зидана». В европейском футболе его чаще всего называют «марсельской рулеткой», в Аргентине —  «карусель» (исп. «calesita»). В Италии его обычно называют «Вероникой». Георгий Черданцев в своей книге об истории чемпионатов мира по футболу писал, что подобный трюк с круглым предметом первым исполнил итальянский бильярдист Франко Джаккери, который назвал его в честь подруги, некоей англичанки по имени Вероника. Напротив, историк футбола Том Уильямс утверждал в своём справочнике футбольных терминов, что в Испании и Италии термин «Вероника» используется в корриде. Это технический термин, характеризующий положение тела матадора, прочно стоящего ногами в песке арены и привлекающего к себе быка вплотную, обводя свой торс красным плащом. Когда подстрекаемый публикой матадор смещает плащ в сторону, вытянувшись на пальцах ног, бык начинает поворачиваться в противоположном направлении (подобное движение и название есть в профессиональном теннисе). Некоторые авторы соотносят название движения матадора и соответственно футбольного термина с так называемым «платом Вероники». В «Деяниях Пилата», одном из многочисленных апокрифических текстов, рассказывается о благочестивой женщине, получившей нерукотворное изображение лица Иисуса Христа, которое, по преданию, появилось на плате, который святая Вероника подала Иисусу Христу, когда он нёс свой крест на Голгофу. 

## История финта
Зинедин Зидан вырос в северном пригороде портового города на юго-востоке Франции Марселя — Ла-Кастеллане. Это был бедный квартал, где после североафриканских войн, которые вела Франция в середине XX века, нашли пристанище беженцы арабского происхождения. Среди любителей футбола здесь был распространён финт, который представлял собой разворот в движении с мячом на 360 градусов с целью проскользнуть мимо защитника.
Сам Зидан вспоминал в интервью еженедельному изданию France Football, что в детстве он входил в группу из десяти ребят в возрасте от 8 до 12 лет, которые старались повторить самые необычные финты, какие только смогли увидеть. Мальчики устраивали подобие конкурса, в котором все участники повторяли подобные движения до первой ошибки. Выигрывал соревнование тот, который не ошибался в исполнении финта. Зидан признавался, что большинство этих финтов в реальных условиях футбольного матча воспроизвести практически невозможно. Одним из них и была «марсельская рулетка». Её, по словам Зидана, показал ему впервые старший брат, а потом мальчик стал разучивать этот финт на улице. Позже Зинедин Зидан вспоминал, что брат ругал его за неправильное исполнение финта. Спортивный обозреватель итальянской газеты La Repubblica Маурицио Кросетти с иронией отмечал, что день, когда старший брат после долгих уговоров раскрыл секрет «рулетки» младшему, был концом, с футбольной точки зрения, его надежд на собственную карьеру в спорте и началом футбольного будущего самого Зидана.
В детстве марсельская рулетка часто для Зидана заканчивалась конфликтом с обыгранным с помощью такого финта соперником. Ему потребовалось 7 или 8 лет для того, чтобы отработать его до автоматизма. Зидан сознавался, что в игре у него не получается выполнить этот приём без ошибки, хотя не прошло ни дня за последние 15 лет без того, чтобы он не пытался повторять его. С его точки зрения, в реальном матче выполнить такой финт смог бы только Диего Марадона. Своей заслугой Зидан считал, что с улицы перенёс «марсельскую рулетку» в большой футбол. В интервью он говорил, что, когда кто-то из футболистов остаётся после тренировки для того, чтобы отрабатывать удары по воротам, то он использует это время для совершенствования техники исполнения марсельской рулетки. Журналисты отмечали, что по странному стечению обстоятельств супруга Зидана носит имя Вероника (итальянское название «марсельской рулетки»).
Другую версию происхождения финта представил крупный американский новостной спортивный сайт Bleacher Report. Он настаивает на неизвестном происхождения марсельской рулетки. Первым же, кто познакомил широкую аудиторию любителей футбола с ней ещё в 1970-х годах (задолго до Зидана), он считает французского нападающего Ива Марио. Зидан же, по мнению сотрудников сайта, поразил воображение болельщиков тем, что использовал этот финт как повседневный элемент своей игры, а также разработал несколько его вариаций для большей эффективности применения. Футболист, а затем и тренер Паскаль Дюпра в одном из своих интервью упомянул, что ещё до Ива Марио этот финт исполнял другой французский футболист — нападающий клуба «Олимпик Лион» Серж Кьеза.
Третью точку зрения представили аргентинские средства массовой информации. По их убеждению, футбольный финт «карусель», как в Аргентине именуют «марсельскую рулетку» Зинедина Зидана, был хорошо известен значительно раньше в местном футболе, а стал популярен во Франции в середине 60-х годов после появления здесь аргентинца Хосе Фариаса, которого приобрёл клуб «Страсбур» (фр. Racing Club de Strasbourg Alsace»). За него аргентинец выступал с 1963 по 1967 год. В свою очередь, сам Фариас отказывался называть себя автором этого финта. Он утверждал, что впервые увидел этот финт на родине в исполнении некоего неизвестного на пустыре. В архивах другого французского клуба «Ред Стар», за который Фариас играл в 1967—1970 годах, был обнаружен фотоснимок из газеты, которая датируется 1967 годом. Это — покадровая съёмка «карусели» в исполнении Фариаса. Эту точку зрения на авторство финта процитировал и поддержал официальный сайт самого клуба «Ред Стар».
Среди футболистов, активно применявших финт в разное время: Лионель Месси, Роналдиньо, Криштиану Роналду, Кака, Робиньо и Роналдо, Бастиан Швайнштайгер, Антуан Гризманн. Европейские СМИ сообщали об успешном исполнении фирменного финта отца Энцо Зиданом — старшим из четырёх сыновей Зинедина Зидана. Среди российских футболистов финт с успехом применял Юрий Жирков, однажды он привёл им в восторг тренера сборной России Дика Адвоката.

## Переносный смысл
Учитывая неожиданность финта для соперника, спортивные журналисты используют выражение «марсельская рулетка» для характеристики непредсказуемого события или поступка. В частности, так была названа внеплановая пресс-конференция самого Зинедина Зидана 31 мая 2018 года, на которой он сообщил журналистам о принятом решении оставить пост главного тренера мадридского «Реала».